# Gora (sura)
Gora (arabsko At-Tur) je 52. sura (poglavje) v Koranu, ki jo sestavlja 49 ajatov (verzov). Je meška sura.
Med opravljanjem molitve (salata oz. namaza) pri tej suri verniki opravijo 2 ruku'jev (priklona).